# Juhász Hajnalka
Juhász Hajnalka (Kazincbarcika, 1980. július 28. –) magyar jogász, szakpolitikus, a KDNP frakcióvezető-helyettese, alelnöke, a KDNP Pest vármegyei elnöke, a Külügyi Bizottság alelnöke, az Európa Tanács Parlamenti Közgyűlése magyar delegációjának a tagja. 2019-2020-ban Magyarország humanitárius segítségnyújtása nemzetközi kapcsolatainak fejlesztésével összefüggő feladatok ellátásáért felelős miniszteri biztos.  
2021-től az Európa Tanács Miniszteri Bizottsága magyar elnöksége prioritásaival összefüggő nemzetközi kapcsolatok fejlesztéséért felelős miniszteri biztos.

## Tanulmányok
Hagyományos orvos-családban született. A Fráter György Katolikus Gimnáziumban érettségizett. Jogi diplomáját a Károli Gáspár Református Egyetem Állam- és Jogtudományi Karán szerezte, ezt követően nemzetközi közjogi mester diplomáját az Egyesült Királyságban, az University of Leicester egyetemen szerezte. PhD abszolutóriumot a Szegedi Tudományegyetem Állam-és Jogtudományi Karán szerzett. Kutatási területe a nemzeti kisebbségek jogainak védelme az Európa Tanács gyakorlatában, témavezetője Trócsányi László, igazságügyi miniszter.

## Politikai pálya
2009-ben, angliai tanulmányai után visszatérve csatlakozott az KDNP-hez és az Ifjúsági Kereszténydemokrata Szövetséghez (IKSZ). Az akkori elnök, Rétvári Bence mellett lett az IKSZ regionális alelnöke. 2013-ban az Európa Tanácsban elnyert nemzeti szakértői pozíció miatt tisztségéről lemondott, de aktív pártoló tagja maradt a KDNP-nek és az IKSZ-nek is.
A 2018-as magyarországi országgyűlési választásokon a FIDESZ-KDNP országos listájának 39. helyéről szerzett mandátumot.
2019-2020-ban Magyarország humanitárius segítségnyújtása nemzetközi kapcsolatainak fejlesztésével összefüggő feladatok ellátásáért felelős miniszteri biztos.